# Paula Shaw
Pour les articles homonymes, voir Shaw.
Paula Shaw est une actrice américaine née le 17 juillet 1941 à New York dans le Bronx.

## Biographie
Principalement connue pour avoir incarné le rôle de la mère de Jason dans Freddy contre Jason en 2003, rôle qui aurait dû être joué par Betsy Palmer qui refusa de jouer à nouveau ce rôle qu'elle avait incarné deux fois dans Vendredi 13 et Le Tueur du vendredi.

## Filmographie

### Cinéma
- 1969 : Freiheit für die Liebe de Eberhardt Kronhausen et Phyllis Kronhausen
- 1969 : To Hex with Sex de Simon Nuchtern : Lucibel
- 1973 : The Roommates d'Arthur Marks (non crédité)
- 1974 : The Centerfold Girls de John Peyser : Mme Walker
- 1977 : Le sexe qui chante (Chatterbox!) de Tom DeSimone : agent de police
- 1977 : Herowork de Michael Adrian : femme dans le convertible
- 1982 : La Cage aux poules (The Best Little Whorehouse in Texas) de Colin Higgins : Wulla Jean
- 1984 : Les Rues de l'enfer (Savage Streets) de Danny Steinmann : Charlene
- 1986 : Witchfire de Vincent J. Privitera : infirmière Hemmings
- 1986 : Say Yes de Larry Yust et Peter Ferrara : Society Reporter
- 1989 : Communion de Philippe Mora : Femme de l'appartement
- 1998 : Merchants of Venus de Len Richmond : Dolores
- 2000 : Piège fatal (Reindeer Games, titre québécois Les jeux sont faits) de John Frankenheimer : tante Lisbeth
- 2001 : Ignition (titre québécois Mise à feu) de Yves Simoneau : Senateur
- 2002 : Insomnia (titre québécois Insomnie) de Christopher Nolan : Coroner
- 2003 : Night Creep de Greg Travis (en) (film sorti directement en vidéo) : Dr Wayborn
- 2003 : Freddy contre Jason (Freddy vs. Jason) de Ronny Yu : Mme Pamela Voorhees, mère de Jason
- 2005 : Terreur en haute mer (Chupacabra Terror) de John Shepphird (film sorti directement en vidéo) : Mme Hartman
- 2011 : Lost Rites (court-métrage) : Woman / Goddess Aegeria
- 2019 : Fall Back Down de S.B. Edwards : Mme Simmons
- 2019 : Elsewhere de Hernan Jimenez : Dora Maloney

### Télévision

#### Séries télévisées
- 1972 : L'homme de fer (saison 6, épisode 6) : Nurse
- 1974 : The Bob Newhart Show (saison 3, épisode 14) : Dr Tammy Ziegler
- 1976-1977 : Barney Miller (épisodes 3x02, 3x03 & 4x03) : Paula Capshaw
- 1977 : Starsky et Hutch (saison 2, épisode 18) : Mme Marsh
- 1977 : La petite maison dans la prairie (saison 4, épisode 2) : Angela
- 1978 : The Tony Randall Show (saison 2, épisode 14) : Claire
- 1981 : B.J. and the Bear (saison 3, épisode 4) : Mme Kelsey
- 1981 : Three's Company (saison 5, épisode 12) : Ruth Wood
- 1982 : Lou Grant (saison 5, épisode 9) : Anita
- 1983 : Archie Bunker's Place (saison 4, épisode 18) : Femme #2
- 1984 : Masquerade (saison 1, épisode 6) : Maritsa
- 1984 : Santa Barbara (saison 1, épisode 43) : Real Estate Agent
- 1984 : Cagney et Lacey (saison 4, épisode 7) : Administratrice
- 1988 / 1989 : 21 Jump Street (épisodes 3x05 / 4x12 ) : Mme Sanders / Juge Jones
- 1989-1994 : Les feux de l'amour (10 épisodes) : Juge Rebecca Harper / Juge Anne Newton
- 1994 : M.A.N.T.I.S. (saison 1, épisode 5) : Annette Campbell
- 1994 : L'as de la crime (saison 4, épisode 11) : Laverne Botticelli
- 1995 : X-Files : Aux frontières du réel (saison 3, épisode 7) : Ward Nurse
- 1995 / 1998 : Au-delà du réel : L'aventure continue (épisodes 1x02 / 4x15) : Mme Janus / Executive
- 1998 : Cold Squad, brigade spéciale (saison 2, épisode 9) : Martha Grant
- 1999 : La nouvelle famille Addams (saison 1, épisode 47) : Juge Debbie
- 1999 : Da Vinci's Inquest (saison 2, épisode 5) : Mme Bush
- 1999 : TV business (saison 1, épisode 16) : Elaine
- 2000 : Aux frontières de l'étrange (saison 3, épisode 6) : Betty Johnson
- 2000 : Les chemins de l'étrange (saison 1, épisode 10) : Dr Renee Barbour
- 2002 : La Treizième Dimension (saison 1, épisode 8) : Juge
- 2002 : Just Cause (saison 1, épisode 8) : Juge Goodman
- 2005 : Terminal City (9 épisodes) : Ellie
- 2011-2013 : Mr. Young (44 épisodes) : Mme Byrne
- 2012 : L'Heure de la peur (saison 3, épisode 10) : Nana
- 2013 : Retour à Cedar Cove (12 épisodes) : Charlotte Jeffers
- 2013 : Supernatural (saison 9, épisode 2) : Grandma Demon
- 2015 : iZombie (saison 2, épisode 1) : amie de Clara
- 2016 : Some Assembly Required (saison 3, épisodes 3 & 9) : Edith
- 2017 : When We Rise (mini-série, épisode 3) : Carlotta
- 2017 : Van Helsing (saison 2, épisode 3) : Mère Agatha
- 2018 : Android Employed (saison 2, épisode 3) : Ethel

#### Téléfilms
- 1977 : In the Glitter Palace de Robert Butler : Ruth
- 1979 : And Your Name Is Jonah de Richard Michaels : Ann
- 1986 : When the Bough Breaks de Waris Hussein : Juge
- 1992 : Shame de Dan Lerner (téléfilm) : Mrs. Rudolph
- 1992 : Fatal Memories de Daryl Duke (téléfilm) : Leah
- 1993 : A Stranger in the Mirror de Charles Jarrott : Mme Czinski
- 2000 : Impasse meurtrière (Deadlocked) de Michael W. Watkins : Juge Shapiro
- 2001 : Noël en été (en) (Off Season) de Bruce Davison : Rédacteur en chef
- 2002 : We'll Meet Again (titre québécois Mary Higgins Clark: Nous nous reverrons) de Michael Storey : Edna Barry
- 2004 : The Ranch de Susan Seidelman : Yetta
- 2005 : La Vengeance de l'au-delà (ou titre dvd Bizutage mortel, Killer Bash) de David DeCoteau : Janine Gordon
- 2005 : Un foyer pour l'amour (Home for the Holidays) de Richard Compton : Miss Carol Parker
- 2006 : Une séductrice dans ma maison (Ties That Bind) de Terry Ingram : Mme Vega
- 2012 : Le Pacte de Noël (Hitched for the Holidays) : Theresa
- 2013 : Twist of Faith de Paul A. Kaufman : Hava Fisher
- 2017 : Destination mariage (Destination Wedding) de James Head : Grandma Goldie
- 2017 : Un Noël à Ashford (Coming Home for Christmas) de Mel Damski : Pippa
- 2019 : Le Noel de Sophie (Picture a Perfect Christmas) de Paul Ziller : Louise Griffith
- 2020 : Une famille cinq étoiles pour Noël (Five Star Christmas) de Christie Will Wolf : Margo
- 2021 : Un amour inévitable (It Was Always You) de Michael Robison : Grandma Vivian